# Unité urbaine de Royan
L'unité urbaine de Royan est une unité urbaine française centrée sur la ville de Royan, principale station balnéaire de la Charente-Maritime, située sur la rive droite de la Gironde.

## Données globales
En 1975, la délimitation territoriale de l'unité urbaine de Royan regroupait cinq communes urbaines (Meschers-sur-Gironde, Royan, Saint-Georges-de-Didonne, Saint-Palais-sur-Mer et Vaux-sur-Mer) et atteignait 27 881 habitants ce qui la classait au 3e rang départemental après les unités urbaines de La Rochelle et Rochefort.
De 1975 à 1999, cette unité urbaine n'a pas varié en ce qui concerne le nombre de communes mais elle a enregistré une croissance démographique très régulière au point de franchir le seuil des 30 000 habitants en 1999.
En 2010, selon l'Insee, l'unité urbaine de Royan est composée de six communes, s'étant agrandie d'une nouvelle commune, Saint-Augustin. Ses six communes urbaines s'étendent sur 86,35 km2.
Dans le nouveau zonage de 2020, elle est composée de sept communes, la commune de Saint-Sulpice-de-Royan ayant été ajoutée au périmètre.
En 2022, avec 40 409 habitants , elle constitue la 2e unité urbaine du département de la Charente-Maritime et elle occupe le 17e rang en région Nouvelle-Aquitaine.
En 2021, sa densité de population s'élève à 374 hab/km2. Par sa superficie, elle représente 1,56 % du territoire départemental et, par sa population, elle regroupe 6,07 % de la population du département de la Charente-Maritime.

## Composition 2020 de l'unité urbaine
Elles est composée des 7 communes suivantes :
| Nom                      | Code Insee | Département       | Statut       | Superficie (km2) | Population (dernière pop. légale) | Densité (hab./km2) | Modifier                                    |
| ------------------------ | ---------- | ----------------- | ------------ | ---------------- | --------------------------------- | ------------------ | ------------------------------------------- |
| Royan (ville-centre)     | 17306      | Charente-Maritime | ville-centre | 19,30            | 19 322 (2022)                     | 1 001              | modifier les données · modifier les données |
| Meschers-sur-Gironde     | 17230      | Charente-Maritime | banlieue     | 15,98            | 3 165 (2022)                      | 198                | modifier les données · modifier les données |
| Saint-Augustin           | 17311      | Charente-Maritime | banlieue     | 18,83            | 1 503 (2022)                      | 80                 | modifier les données · modifier les données |
| Saint-Georges-de-Didonne | 17333      | Charente-Maritime | banlieue     | 10,58            | 5 093 (2022)                      | 481                | modifier les données · modifier les données |
| Saint-Palais-sur-Mer     | 17380      | Charente-Maritime | banlieue     | 15,69            | 3 879 (2022)                      | 247                | modifier les données · modifier les données |
| Saint-Sulpice-de-Royan   | 17409      | Charente-Maritime | banlieue     | 20,81            | 3 417 (2022)                      | 164                | modifier les données · modifier les données |
| Vaux-sur-Mer             | 17461      | Charente-Maritime | banlieue     | 5,97             | 4 030 (2022)                      | 675                | modifier les données · modifier les données |

## Évolution démographique
| 1968   | 1975   | 1982   | 1990   | 1999   | 2009   | 2014   | 2021   |
| ------ | ------ | ------ | ------ | ------ | ------ | ------ | ------ |
| 27 741 | 29 549 | 30 705 | 32 037 | 34 302 | 37 787 | 38 721 | 40 122 |

#### Données générales
- Unité urbaine en France
- Aire d'attraction d'une ville
- Liste des unités urbaines de France

#### Données démographiques en rapport avec l'unité urbaine de Royan
- Aire d'attraction de Royan
- Arrondissement de Rochefort

#### Données démographiques en rapport avec la Charente-Maritime
- Démographie de la Charente-Maritime